# Unité urbaine de Surgères
L'unité urbaine de Surgères est une unité urbaine française constituée par la ville isolée de Surgères, ville de l'Aunis située en Charente-Maritime.

## L'unité urbaine de Surgères depuis le nouveau zonage de 2020
Depuis la mise en place des nouveaux zonages urbains établie par les services de l'Insee en 2020, l'unité urbaine de Surgères n'a pas subi de modification. Elle reste donc inchangée depuis l'ancienne délimitation de son périmètre urbain de 2010.
Son code Insee attribué à son unité urbaine est demeuré inchangé, étant le code insee 17203.
Cependant, elle se situe à la 9e place en Charente-Maritime en 2021 s'intercalant entre les unités urbaines de Saujon et de Saint-Pierre-d'Oléron.
Elle commande l'aire d'attraction de Surgères qui la place au 7e rang départemental en Charente-Maritime en 2021.

### L'unité urbaine de Surgères jusqu'à 2010
En 2010, selon l'INSEE, l'unité urbaine de Surgères a le statut de ville isolée. L'Insee lui attribue le code 17203 en fonction de son rang démographique établi selon les données du recensement de 2007.
En 2010, avec 6 508 habitants, elle constitue la 10e unité urbaine de Charente-Maritime se classant après l'unité urbaine de Saint-Pierre-d'Oléron (9e rang départemental) mais devançant les unités urbaines de La Flotte (11e rang départemental) et de Jonzac (12e rang départemental), ces deux dernières ayant également plus de 5 000 habitants.
En Poitou-Charentes, elle occupait le 22e rang régional après l'unité urbaine de Saint-Pierre-d'Oléron (21e rang régional) et avant l'unité urbaine de Montmorillon (23e rang régional).
L'unité urbaine de Surgères recouvre exactement les limites de l'aire urbaine de Surgères.

## Délimitation de l'unité urbaine de 2010
Unité urbaine de Surgères dans la délimitation de 2010 et population municipale de 2007 et de 2010.
| Ville isolée | Superficie | Population 2010 | Densité de population 2010 | Population 2007 | Densité de population 2007 |
| ------------ | ---------- | --------------- | -------------------------- | --------------- | -------------------------- |
| Surgères     | 28,71 km²  | 6 508           | 227 hab/km²                | 6 188           | 216 hab/km²                |

## Évolution du rang de l'unité urbaine de Surgères en Charente-Maritime depuis 1975
En 1975, Surgères qui est déjà catégorisée comme commune urbaine compte 6 178 habitants; ce qui la classait au 7e rang départemental après La Rochelle, Rochefort, Royan, Saintes, Saint-Jean-d'Angély et La Tremblade.
En 1999, l'unité urbaine de Surgères qui a peu évolué sur le plan démographique, enregistre 6 051 habitants et occupe alors le 8e rang en Charente-Maritime, se situant après La Rochelle, Rochefort, Royan, Saintes, La Tremblade, Saint-Jean-d'Angély et Marennes.
Avec 6 188 habitants en 2007, elle est la 10e unité urbaine de Charente-Maritime se classant après l'unité urbaine de Saint-Pierre-d'Oléron (9e rang départemental) mais devançant les unités urbaines de La Flotte (11e rang départemental) et de Jonzac (12e rang départemental), ces deux dernières ayant également plus de 5 000 habitants.
Au recensement de 2010 avec 6 508 habitants, elle conserve cette dixième place départementale mais sa population a beaucoup augmenté par rapport à 2007.

## Évolution démographique de 1968 à 2009
| 1968  | 1975  | 1982  | 1990  | 1999  | 2007  | 2010  |
| ----- | ----- | ----- | ----- | ----- | ----- | ----- |
| 5 644 | 6 178 | 6 175 | 6 049 | 6 051 | 6 188 | 6 508 |

Histogramme

(élaboration graphique par Wikipédia)